# Syrianarpia faunieralis
Syrianarpia faunieralis is een vlinder uit de familie grasmotten (Crambidae). De wetenschappelijke naam is voor het eerst geldig gepubliceerd in 2005 door Gianti.
De soort komt voor in Europa.